# ZATEMAS
ZATEMAS je web sustav za organizaciju informatičkih natjecanja. Najvažniji dijelovi su evaluator, u kojem se rješenja programerskih zadataka automatski ocjenjuju, i sustav za organizaciju natjecanja.
Osim glavnih autora, dijelove su napisali Boran Car, Nikola Kičić, Matija Folnović i Ivana Kajić. Dizajn glavne teme je izradila Ivana Kajić.
ZATEMAS je u upotrebi u Zagrebačkom računalnom savezu, a koristio se i u XV gimnaziji. Povremeno se koristio i na kampovima Hrvatskog saveza informatičara.

## Evaluator
Evaluator je automatski ocjenjivač programskih zadataka. Sadrži bazu programerskih zadataka u kojoj se nalaze zadaci s natjecanja Informatijada Božo Težak, zadaci koji su korišteni za predavanja i vježbu, te zadataka s ostalih natjecanja poput Hrvatske programerske lige i njenog nasljednika Hrvatskog otvorenog natjecanja u informatici, Dana mladih informatičara Hrvatske i slično.
Evaluator se koristi za natjecanja, za vježbu i slično. U prošlosti je u XV gimnaziji povremeno korišten za vježbu na satovima informatike. 
Slično kao kod ostalih automatskih ocjenjivača, korisnik putem weba u evaluator postavlja svoje rješenje za pojedini zadatak, koje se prevodi u izvršnu datoteku. Zatim se rješenje izvršava s ulaznim "test primjerima". Izlazi se uspoređuju s ispravnim rješenjem, te se na temelju toga dobivaju bodovi. Među potpuno podržanim jezicima su C, C++ i Pascal, a djelomično podržanima Java i BASIC.

## Natjecanja
Prijave na natjecanje, zadaci, rješenja i rezultati zadataka za natjecanja Zagrebačkog računalnog saveza organizirala su se u podsustavu za organizaciju natjecanja odvojenom od evaluatora. Natjecanja su se grupirala u sezone, a svako natjecanje sastojalo se od više podskupina i kola.

## Nagrade
U sklopu Smotre softverskih radova na Danima mladih informatičara Hrvatske u 2006., državnom natjecanju iz informatike, ZATEMAS je dobio status nagrađenog rada.